# Drew Carey
Drew Allison Carey, född den 23 maj 1958 i Cleveland i Ohio, är en amerikansk skådespelare och komiker. För den stora publiken är Carey mest känd för komediserien The Drew Carey Show som utspelar sig i Careys uppväxtstad Cleveland.
Carey är reservist i marinkåren och mycket road av baseboll och fotboll. Han är bland annat en av delägarna i Seattle Sounders FC, som spelar i Major League Soccer (MLS).
Sedan 2007 är Carey programledare för The Price Is Right.

## Filmografi i urval
- 1993 – Coneheads
- 1995–2004 – The Drew Carey Show (TV-serie)
- 1997 – Tummen mitt i handen, avsnitt Totally Tool Time (gästroll i TV-serie)
- 1998–2006 – Whose Line Is It Anyway? (TV-serie)
- 2005 – The Aristocrats
- 2005 – Robotar (röst)
- 2007–2015 – The Price Is Right (TV-serie)
- 2008 – Simpsons, avsnitt All About Lisa (gäströst i TV-serie)
- 2011 – Jack and Jill
- 2018 – NCIS: Naval Criminal Investigative Service (TV-serie)
- 2019 – American Housewife (TV-serie)